# Societat Nacional de Radiodifusió i de Televisió
Societat Nacional de Radiodifusió i de Televisió (en francès, Société nationale de radiodiffusion et de télévision i en àrab الشركة الوطنية للإذاعة والتلفزة), les sigles del qual són SNRT, és l'empresa de radiodifusió pública del Marroc.
El grup es va fundar en 1928 però la seva actual estructura es va engegar en 2005, una societat anònima baix control de l'Estat marroquí que és considerada un servei públic. Actualment, gestiona quatre emissores de ràdio nacionals, deu estacions de ràdio regional, set canals de televisió i una desconnexió regional per al Sàhara Occidental.
És membre actiu de la Unió Europea de Radiodifusió.

## Història
L'origen de SNRT està en la fundació de Radio Maroc el 15 de febrer de 1928, que va començar a emetre el 13 d'abril del mateix any. La seva gestió era a càrrec de l'Oficina Xerif de Correus i Telègrafs. Aquesta emissora és membre fundador de la Unió Europea de Radiodifusió (UER) en 1950.
Quant a la televisió, va haver una primera experiència, pionera a Àfrica, a càrrec de la companyia francesa TELMA, dirigida a la comunitat francesa que vivia al protectorat. Les seves emissions van començar en 1954 des de Casablanca, però la situació va canviar per complet després de la independència marroquina dos anys després. L'empresa va tenir problemes financers, així que el nou govern la va comprar per un preu simbòlic (100 milions de francs) i va signar un contracte amb la RAI italiana perquè formés als nous periodistes i tècnics. D'aquesta manera, va nacionalitzar els serveis de radiodifusió. La data oficial de l'inici de Télévision marocaine (Al Aoula) és el 3 d'abril de 1962.
El 22 d'octubre de 1966, Radiodiffusion Télévision Marocaine (RTM) es va convertir en una empresa pública dotada de personalitat civil i d'autonomia financera. No obstant això, la situació es va revertir al gener de 1968 i el seu control va tornar a les mans del govern. A partir de 1978 es va cedir el control al Ministeri d'Informació. El grup no va patir canvis significatius a pesar de la liberalització dels mitjans de comunicació en la dècada de 1990.
Finalment, els estatuts es van modificar a l'abril de 2005 amb l'objectiu de modernitzar-la i que pogués competir en un nou escenari. RTM es va convertir en l'actual Société nationale de radiodiffusion et de télévision (SNRT), una societat anònima on l'Estat controlaria el 100 % del capital. A més es va augmentar l'oferta de canals i van aprofitar noves tecnologies com la televisió digital terrestre. Igualment, es van establir figures com un defensor de l'espectador i un departament d'internet. En 2010 es va crear un canal dirigit al poble berber.

## Serveis

### Ràdio
L'oferta es compon de quatre radis nacionals (totes elles disponibles en analògic i internet) i deu emissores regionals.
- Al Idaa Al Watania: Emissora principal del grup. Ofereix una programació generalista per a tots els públics i compta amb desconnexions regionals.

- Chaine Inter: Funciona des del 23 de març de 2009. Anteriorment es deia Rabat Chaîne Inter. Està dirigida a un públic urbà, ofereix música i programes d'entreteniment.
- Al Idaa Al Amazighia: Emissora dedicada a la cultura berber.

- Idaa Mohammed Assadiss: Estació religiosa dedicada a l'Islam.

Quant als serveis regionals, SNRT disposa d'emissores de proximitat en deu ciutats: Agadir, Casablanca, Dakhla, Al-Aaiun, Fes, Marràqueix, Meknès, Tànger, Tetuan i Oujda. Està previst obrir tres centres més a Rabat, Al Hoceima i Ouarzazate.

### Televisió
SNRT gestiona set canals de televisió. El servei principal és Al Aoula, que a més és l'únic disponible en alta definició, però l'arribada de la televisió digital terrestre va propiciar la creació d'una àmplia oferta temàtica.
Tots estan disponibles en digital, satèl·lit i internet, a excepció d'Al Maghribia (exclusiu del satèl·lit) i Aflam TV (només per a TDT).
- Al Aoula: Canal generalista per a tots els públics. Va començar les seves emissions el 3 d'abril de 1962 i també és coneguda com a «Televisió marroquina» (Télévision marocaine). La majoria de la seva programació és en àrab i francès, però també disposa d'espais informatius en castellà i berber. Des de 2004 existeix una desconnexió regional per al Sàhara Occidental, Laayoune TV.

- Arryadia: Canal especialitzat en esport, es va engegar el 16 de setembre de 2006. Ofereix les competicions més importants del país, resums d'esdeveniments i actualitat.

- Athaqafia (Anteriorment anomenat Arrabiâ): La seva programació és educacional i es publicita com «el canal del saber i de la cultura». Bona part dels seus espais són divulgatius. Va començar el 28 de febrer de 2006.

- Al Maghribia: Canal satelital que es dirigeix a la població marroquina resident a l'estranger. Emet programes d'Al Aoula i de 2M TV, els canals amb més audiència del país. Va començar les seves emissions el 18 de novembre de 2004.

- Assadissa: Programació religiosa per conèixer els preceptes de l'islam. Disponible des del 3 de novembre de 2005.

- Aflam TV: Canal exclusivament digital que ofereix sèries i cinema, punt nacionals com a internacionals. Va iniciar les seves emissions el 31 de maig de 2008.

- Tamazight TV: Dirigit al poble berber, les seves metes són «preservar i promoure» la seva cultura. La majoria dels seus programes són en llengua tamazight. Va començar el 6 de gener de 2010.